# Wojciech Strasz
Wojciech Strasz herbu Odrowąż (ur. ?  – zm. 1822) – generał major ziemiański.
Wielmoża z woj. sandomierskiego. Oficer Wojsk Koronnych. Ostatnio pułkownik regimentu pieszego. Uczestnik walk Konfederacji Barskiej. W 1794 Tadeusz Kościuszko powołał go na organizatora powstania w powiecie radomskim. Okazał się jednym z bardziej czynnych dowódców pospolitego ruszenia insurekcji. W krótkim czasie zebrał oddział, który jednak wobec braku wsparcia ze strony wojska regularnego został rozbrojony przez Rosjan w okolicach Opoczna. Fakt ten przesądził o losach powstania w Radomskiem i załamaniu się akcji mobilizacyjnej w woj. sandomierskim.
Zniechęcony trudnościami i brakiem współdziałania ze strony innych generałów ziemiańskich, a także biernością miejscowej szlachty wycofał się z dalszej działalności.
Pochowany w Żelechowie - Ojrzanowie.

## Życie prywatne
Ożenił się z Magdaleną z domu Sołtyk (zm. 1808) herbu Sołtyk, córką kasztelana warszawskiego Macieja Sołtyka wdową po Sebastianie Bystrzonowskim herbu Sokola.